# Longineu Parsons
Longineu Parsons II (* 1950 in Jacksonville) ist ein amerikanischer Jazzmusiker (Trompete, auch Blockflöten, Gesang, Komposition).

## Leben und Wirken
Parsons lernte ab dem elften Lebensjahr klassische Trompete; 1966 machte er einen ersten Workshop bei Richard Bowles an der University of Florida, um dann sein Bachelorstudium an der Florida Agricultural and Mechanical University zu absolvieren. Daneben trat er zunächst mit R&B-Acts auf und wechselte 19-jährig zum Jazz. Er spielte im Orchester von Sun Ra, ging mit Kalaparusha Maurice McIntyre auf Europatournee und zog nach Paris, wo er ein erstes Album im Eigenverlag veröffentlichte.
1982 kehrte er in die USA zurück, wo er einen Masterstudiengang in klassischer Komposition an der University of Florida absolvierte und im Contemporary Composers' Orchestra spielte. Parsons trat mit Nat Adderley, Cab Calloway, Doc Severinsen, Herbie Mann, Archie Shepp und Branford Marsalis auf. Er war in Musicalproduktionen wie Satchmo oder Forever Swing tätig. 1993 spielte er mit Cecil Taylor in Berlin (Always a Pleasure, FMP).
An der University of Florida war er anschließend als Associate Professor tätig. Der Schlagzeuger Longineu Parsons III ist sein Sohn.
Seit 2006 ist er Mitglied der Jacksonville Jazz Festival Hall of Fame. 2014 trat er mit der The Black Stars of the Great White Way Broadway Revue in der Carnegie Hall auf. 2015 leitete er die The Cotton Club Show auf einer Gastspielreise in Europa.

## Diskographische Hinweise
- Longineu Parsons (1980, mit Sulaiman Hakim, Georges-Eduard Nouel, Jack Gregg, Chris Henderson, Roger Raspail)
- Work Song (Tob Records 1993, mit Nat Adderley, Sam Rivers, Kevin Bales, Lawrence Buckner, Bente Fischer)
- Spaced: Collected Works 1980-1999 (Ubiquity Records 1999)